# Percy Hynes White
Percy Hynes White (St. John's, 8 de outubro de 2001)  é um ator canadense. Hynes é conhecido por seus papéis em filmes como Edge of Winter e A Christmas Horror Story, por seu papel na série de televisão Between, e por seu papel principal como Andy Strucker em The Gifted.

## Vida pessoal
Hynes White é filho de Joel Thomas Hynes, um escritor, diretor e ator, e Sherry White, atriz e escritora, ambos de origem canadense. Percy estudou por dois anos na escola de teatro de sua cidade natal, St. John's.

## Carreira
Hynes foi escalado para o seu primeiro papel como Andy Strucker, um mutante no piloto da Fox, The Gifted.[carece de fontes?] Em 2022, interpretou o papel de Xavier Thorpe na série Wednesday e foi demitido dia 07 de maio de 2024 devido a alegações de SA.
Hynes White foi acusado no Twitter de agressão sexual em janeiro de 2023; um usuário com o identificador @milkievich alegou em um tweet excluído que ele deixou ela, várias outras mulheres e uma garota menor de idade bêbadas em festas que ele deu e depois as agrediu. Os tweets alegam ainda que ele enviou fotos sexualmente explícitas para meninas menores de idade. Ele negou as acusações num story do Instagram em junho de 2023, dizendo que os "rumores eram falsos" e chamando-os de "campanha de desinformação". Depois que o tweet se tornou viral, várias outras mulheres posteriormente alegaram Hynes White de má conduta sexual.

## Filmografia

### Cinema
| Ano  | Título                                  | Papel           | Notas               |
| ---- | --------------------------------------- | --------------- | ------------------- |
| 2008 | Down to the Dirt                        | Keith           |                     |
| 2009 | Crackie                                 |                 |                     |
| 2014 | Cast No Shadow                          | Jude            |                     |
| 2014 | Night at the Museum: Secret of the Tomb | C.J. Fredericks |                     |
| 2015 | A Christmas Horror Story                | Duncan          |                     |
| 2016 | Rupture                                 | Evan            |                     |
| 2016 | Edge of Winter                          | Caleb Baker     |                     |
| 2018 | At First Light                          | Oscar           | Filme; pós-produção |
| 2018 | Our House                               | Matt            | Filme; pós-produção |
| 2018 | Age of Summer                           | Minnesota       | Filme; pós-produção |

### Televisão
| Ano       | Título                       | Papel           | Notas           |
| --------- | ---------------------------- | --------------- | --------------- |
| 2013      | The Slattery Street Crockers | Joey Crocker    |                 |
| 2014      | Rookie Blue                  | Daniel Hollot   |                 |
| 2015      | Odd Squad                    | Odie            |                 |
| 2015      | Defiance                     | Monguno Ksaruko |                 |
| 2014–2015 | Murdoch Mysteries            | Simon Brooks    |                 |
| 2015      | Saving Hope                  | Aidan           |                 |
| 2016      | 11.22.63                     | Randy           |                 |
| 2015–2016 | Between                      | Harrison        |                 |
| 2017–2019 | The Gifted                   | Andy Strucker   | Papel principal |
| 2022      | Wednesday                    | Xavier Thorpe   |                 |